# Scott Boorman
Scott Archer Boorman (1 de fevereiro de 1949 - ) é um sociólogo matemático da Universidade de Yale.
Bacharelou-se em matemática aplicada na Harvard e obteve seu Ph.D. em sociologia na mesma universidade. Também é graduado na Yale Law School.
Seu livro, Genetics of Altruism (1980), usa populações genéticas para analisar o desenvolvimento da sociabilidade e do altruísmo altravés dos modos de seleção: por grupo, eciprocidade e (Kin).